# Кара Джі
Кара Джі (англ. Cara Gee, нар.18 липня 1983, Калгарі, Альберта, Канада) — канадська акторка кіно, телебачення та театру корінного походження. Номінантка Канадської кінопремії та лауреатка премій Міжнародного кінофестивалю в Торонто та Кінофестивалю американських індіанців за роль і фільмі «Імперії бруду». Відома за телесеріалами «Невідома імперія» та «Простір».

## Життєпис
Джі — Оджибве. Вона народилася в Калгарі та виросла в Аврорі, Онтаріо. Після завершення Віндзорського університету 2007 року почала працювати як сценічна акторка в Торонто, Онтаріо, де стала відома за «Пенелопіадою» Маргарет Етвуд та іншими постановками.
Джі вперше з'явилася на телеекранах у серіалі «Кінг» 2012 року. «Імперія бруду» 2013 року стала першою роботою в повнометражному фільмі. З 2017 Джі виконує роль Каміни Драммер у науково-фантастичному телесеріалі Syfy / Amazon «The Expanse». У 2018 переїхала до Лос-Анжелеса, США. Того ж року приєдналася до акторського складу фільму «Поклик пращурів».
Одружена з Річардом де Клерком з 2019 року. Під час зйомок п’ятого сезону «Простору» вона була на восьмому місяці вагітності, сцени з нею знімали на декілька місяців раніше.
В серпні 2020 року Кара Джі взяла участь в Саміті кіно корінних народів. В її репертуарі є ролі від мейті з прикордонного канадського міста XIX століття у вестерні «Невідома імперія» до поліаморної жительки поясу астероїдів XXIV століття в науково-фантастичному «Просторі». В своїх інтерв'ю вона говорить про важливість репрезентації й про актуальні системні проблеми корінних жителів Америки, такі як вилучення дітей з родин (таку дитину, що виросла, вона грає у фільмі «Проблема в саду»), вбивства та зникнення жінок і забруднення питної води в канадських резерваціях. Для ролі у фільмі «Поклик пращурів» акторка консультувалася з жителькою Юкону, бабуся якої в 1920-30-х роках керувала собачою упряжкою, як героїня Джі.

## Фільмографія
| Рік       | Заголовок                      | Роль            | Примітки                                                       |
| --------- | ------------------------------ | --------------- | -------------------------------------------------------------- |
| 2012      | Кінг                           | Алісія Пратта   | Епізод: «Алісія Пратта»                                        |
| 2013      | Справа Дойлів                  | Сідней Моррісон | Епізод: «Брати по зброї»                                       |
| 2013      | Імперія бруду                  | Лена            | Фільм                                                          |
| 2014      | Невідома імперія               | Kat Loving      | Головна роль                                                   |
| 2016      | Нелюдські умови                | Тамар           | Вебсеріал; головна роль                                        |
| 2017—2022 | Простір                        | Каміна Драммер  | Повторювана роль (2—3 сезони); головна роль (сезон 4—сьогодні) |
| 2017      | Кармілла                       | Емілі Бронте    | Фільм                                                          |
| 2017      | The Neddeaus of Duqesne Island |                 | Вебсеріал                                                      |
| 2017      | Ми забули розлучитися          | Ісіда Вонг      | Короткометражний фільм                                         |
| 2017      | Леттеркенні                    | Шила            | Епізод: «Шлях до серця чоловіка»                               |
| 2018      | Проблема в саду                | Ворон / Піппа   | Фільм                                                          |
| 2018      | Червоний Ровер                 | Подруга         | Фільм                                                          |
| 2019      | Home in Time                   | Скайлер         | Короткометражний фільм                                         |
| 2020      | Поклик пращурів                | Франсуаза       | Фільм                                                          |
| 2023      | Екстраполяції                  | Фреда           | телесеріал                                                     |
| 2023      | The Expanse: A Telltale Series | Каміна Драммер  | відеогра                                                       |

## Нагороди та номінації
| Рік  | Премія                              | Категорія                                           | За | Результат | Дж.    |
| ---- | ----------------------------------- | --------------------------------------------------- | --- | --------- | ------ |
| 2013 | Міжнародний кінофестиваль у Торонто | Найкращий канадський фільм - Особлива відзнака журі | Імперія бруду (Разом з Jennifer Podemski і Shay Eyre: «For three generations of extraordinary, honest and courageous performances in Peter Stebbing's Empire of Dirt.»                                        | Перемога  | [ 22 ] |
| 2014 | American Indian Film Festival       | Найкраща акторка                                    | Імперія бруду | Перемога  | [ 23 ] |
| 2014 | Canadian Screen Awards              | Найкраща жіноча роль                                | Імперія бруду | Номінація | [ 24 ] |
| 2018 | Whistler Film Festival              | Star to Watch                                       | Червоний Ровер (одна з чотирьох) | Перемога  | [ 25 ] |
| 2018 | Whistler Film Festival              | Зірка, яка сходить                                  | Червоний Ровер і Проблема в саду (одна з чотирьох) | Перемога  | [ 25 ] |
| 2019 | Portland Comedy Film Festival       | Найкращий акторський склад                          | Home in Time (Разом з Patrick McKenna, Kristian Bruun, Jacqueline Byers, Sarah Allen, Andy McQueen, Debra McGrath, Michal Grajewski, Nykeem Provo, Camille Stopps, Andy Reid, Jon McLaren і Jennifer Nichols) | Номінація | [ 26 ] |